# Tamás Kiss
Tamás Kiss (Ajka, 9 de mayo de 1987) es un deportista húngaro que compite en piragüismo en la modalidad de aguas tranquilas.
Participó en los Juegos Olímpicos de Pekín 2008, obteniendo una medalla de bronce en la prueba de C2 1000 m. Ganó dos medallas de bronce en el Campeonato Mundial de Piragüismo, en los años 2014 y 2015, y dos medallas en el Campeonato Europeo de Piragüismo, oro en 2016 y plata en 2014.
En la modalidad de maratón, obtuvo una medalla de bronce en el Campeonato Mundial de 2013.

## Palmarés internacional

### Piragüismo en aguas tranquilas
| Juegos Olímpicos   | Juegos Olímpicos       | Juegos Olímpicos  | Juegos Olímpicos |
| Año                | Lugar                  | Medalla           | Competición      |
| ------------------ | ---------------------- | ----------------- | ---------------- |
| 2008               | Pekín (China)          | Medalla de bronce | C2 1000 m        |
| Campeonato Mundial |                        |                   |                  |
| Año                | Lugar                  | Medalla           | Competición      |
| 2014               | Moscú (Rusia)          | Medalla de bronce | C4 1000 m        |
| 2015               | Milán (Italia)         | Medalla de bronce | C4 1000 m        |
| Campeonato Europeo |                        |                   |                  |
| Año                | Lugar                  | Medalla           | Competición      |
| 2014               | Brandeburgo (Alemania) | Medalla de plata  | C4 1000 m        |
| 2016               | Moscú (Rusia)          | Medalla de oro    | C1 5000 m        |

### Piragüismo en maratón
| Campeonato Mundial | Campeonato Mundial     | Campeonato Mundial | Campeonato Mundial |
| Año                | Lugar                  | Medalla            | Competición        |
| ------------------ | ---------------------- | ------------------ | ------------------ |
| 2013               | Copenhague (Dinamarca) | Medalla de bronce  | C1                 |